# Arnim Dahl

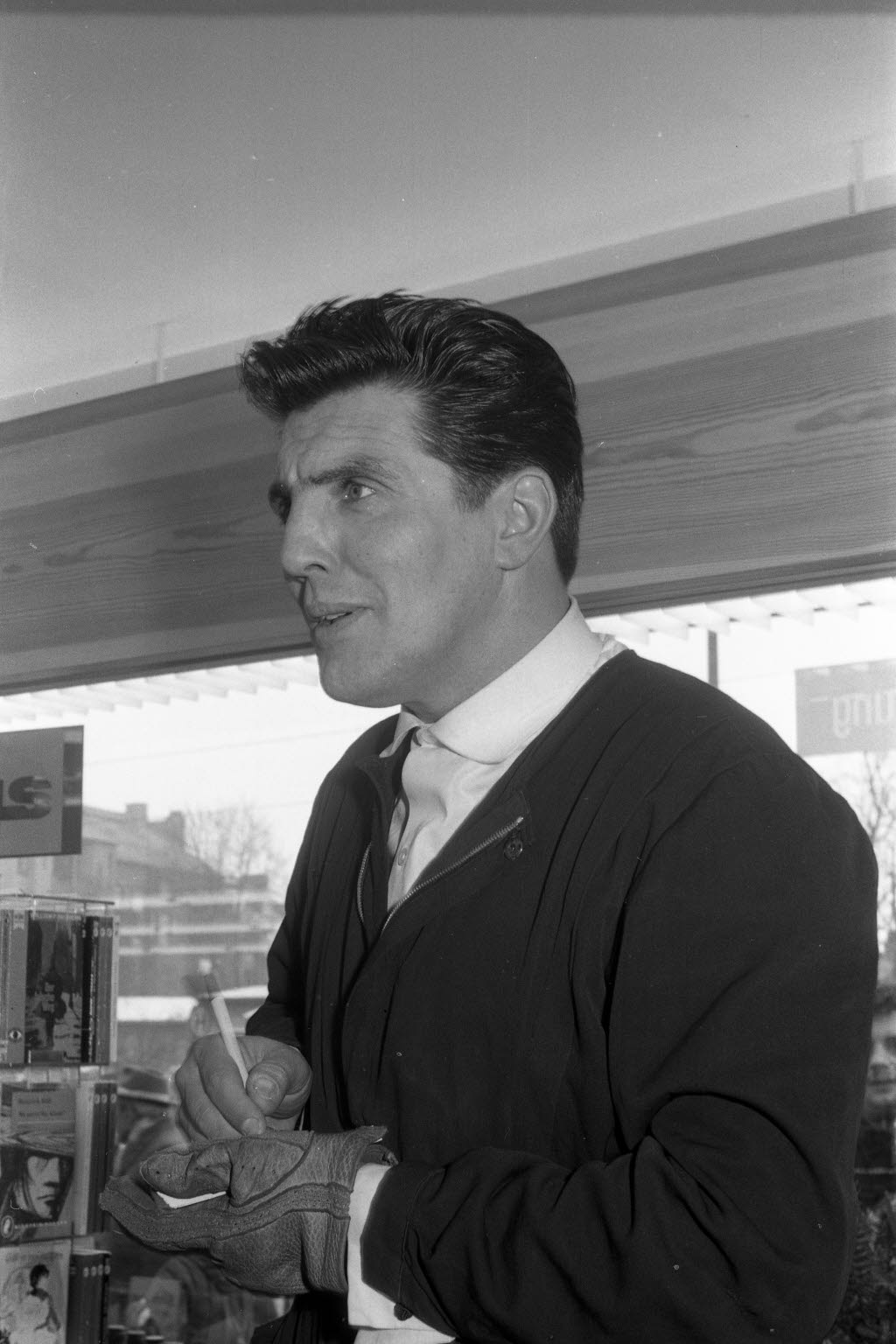
Arnim Dahl bei einer Autogrammstunde in Kiel (1963)

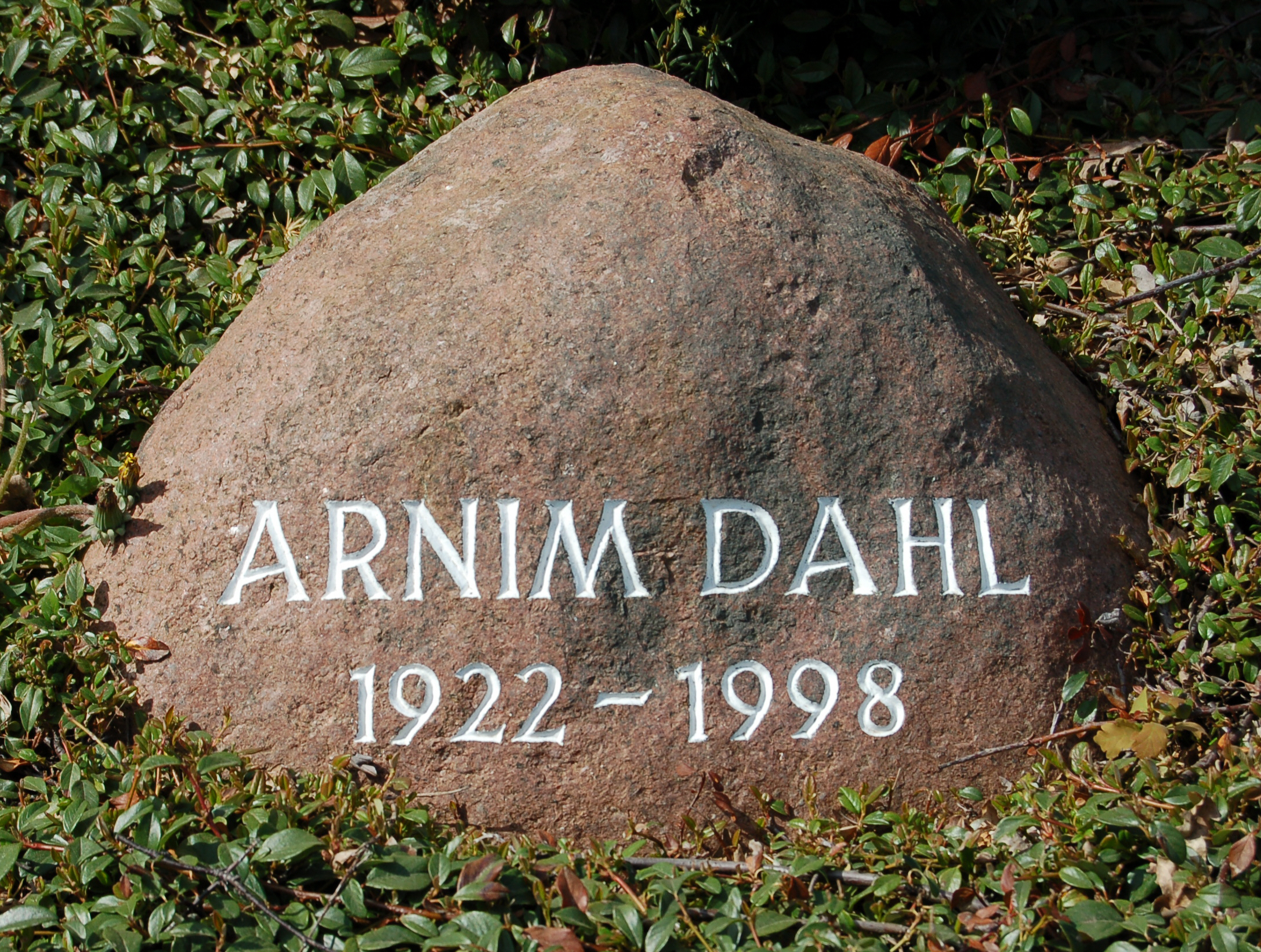
Grabstein Arnim Dahls auf dem Friedhof in Holm (Kreis Pinneberg)

Arnim Dahl (* 12. März 1922 in Stettin; † 3. August 1998 in Wedel) war ein deutscher Stuntman.

## Leben
Sein Vater Hermann Dahl war Deutscher Meister im Kunstspringen und seine Mutter Leichtathletin. Arnim Dahl wurde 1938 deutscher Jugendmeister im Kunstspringen. Vom Stettiner Stadtgymnasium ging er ohne Abschluss ab und machte eine Zimmermanns- und Maurerlehre.
Nach dem Kriegsdienst im Zweiten Weltkrieg trat Dahl bereits 1946 in Hamburg als Clown und Artist auf. Dabei zeigte er bereits eine Vorliebe für waghalsige Drahtseilakte, die ihn später berühmt machen sollten. Ab 1949 trat Dahl auch in Filmen auf. Seine erste Filmerfahrung erhielt Dahl in einem Film von Rolf Meyers Junger Film-Union, die ein Double für einen Sprung von einem fahrenden Motorrad in einen Ententeich suchte. Danach bewarb er sich bei Walter Koppels Real-Film als Stuntman. Sein erster Film hier war Schatten der Nacht. In dem Film von Eugen York kletterte er eine Hauswand hinauf und stürzte durch ein Glasdach. In der Folge erhielt er vermehrt Aufträge. In Nur ein Schatten animierte Dahl als Eckensteher auf der Reeperbahn Hans Söhnker zu einer Schlägerei – in Der Schatten des Herrn Monitor lieferte er sich mit Carl Raddatz über Dachrinnen und Speicher bis zum Hamburger Hafen eine nervenaufreibende Verfolgungsjagd.
1952 engagierte ihn der Regisseur Kurt Hoffmann für seine Komödie Klettermaxe als Stuntdouble des Hauptdarstellers Albert Lieven sowie von dessen Gegenspieler. Der Europa-Verleih ließ Dahl zur Werbung für den Klettermaxe-Film in 22 westdeutschen Städten an Häuserwänden hochklettern.
Von da an gehörte Dahl als erster Stuntman des deutschen Films, der in etwa 40 Produktionen Stars wie Heinz Rühmann, Curd Jürgens und Kirk Douglas doubelte, auch seinerseits zu den Filmstars der Nachkriegszeit. Dabei nahm er von Anfang an für sich in Anspruch, als „Sensationsdarsteller“ einen neuen Artistentyp zu verkörpern: „Der Artist im Trikot mit Hepp und Trommelwirbel zieht nicht mehr. Die Wirkung ist viel stärker, wenn jemand im Straßenanzug sein Leben aufs Spiel setzt und die Leute sagen: das ist ja einer von uns. […] Lieber anderthalb Doppelsalto elegant und gut gelaunt als drei mit Willensstärke und Schweiß. Das Publikum will Zerstreuung und kein artistisches Kolleg über den Triumph der Konzentration.“
1959 wurde er durch einen spektakulären Stunt auch international bekannt, als er auf dem Dachgeländer des Empire State Buildings in New York einen Handstand machte. Nicht weniger Aufsehen fand sein Sprung von einem 47 Meter hohen Kran in das Hafenbecken von Wilhelmshaven, bei dem er sich die Wirbelsäule brach, worauf er ein Jahr im Krankenhaus verbringen musste. Dahl erlitt insgesamt mehr als 100 Knochenbrüche. In seiner Stuntman-Karriere musste Arnim Dahl nach eigenen Angaben insgesamt 37 Mal ins Krankenhaus eingeliefert werden.
Für kurze Zeit fand er Anfang der 1960er Jahre auch Beschäftigung beim Fernsehen als Moderator und Artist in Kinder- und Jugendsendungen wie Sport-Spiel-Spannung und Spiel ohne Grenzen. In dieser Zeit wurde Arnim Dahl unter anderem fester Bestandteil des frühen Fernsehprogramms des SDR. Hier trat er ab 1963 in den auf ihn zugeschnittenen Reihen Gefährlich leben – Einmaleins der Filmartistik und in der zehnteiligen Reihe Zirkus Dahl auf. Damit wurde Dahl ein zentraler Charakter der frühen Kinder- und Jugendunterhaltung im SDR. Dahl wurde als Stuntman auch zum Gesicht vieler Werbekampagnen verschiedener Unternehmen, für die er in vielen deutschen Städten waghalsige Stunts vollzog. So war er zum Beispiel über viele Jahre das Gesicht der Werbekampagnen der Versicherungsgruppe Deutscher Ring. Für die Goliath-Werke Bremen sprang er durch das Fenster eines Raumes im zweiten Stock in ein offenes Goliath-Cabriolet auf der Straße. Die reißerischen Werbeaktionen hatten sich die Unternehmen von amerikanischen Firmen abgeschaut.
1992 zog sich Dahl mit 70 Jahren ins Privatleben zurück. Seinen letzten Auftritt als Stuntman hatte er Ende August 1992 beim Hamburger Alstervergnügen.
Arnim Dahl starb am 3. August 1998 im Alter von 76 Jahren in Wedel an den Folgen einer Krebserkrankung. Er ist auf dem Friedhof in Holm (Kreis Pinneberg) begraben. Dahls Nachlass wurde im November 1998 dem Deutschen Filmmuseum in Frankfurt am Main übergeben, darunter Filmaufnahmen seiner Stunts sowie seine Stuntman-Utensilien.

## Zitat
„Lieber zehn Minuten Angst als einen Monat arbeiten.“ (Motto)

## Filmografie
- 1949: Schatten der Nacht[8]
- 1950: Nur eine Nacht
- 1950: Der Schatten des Herrn Monitor[8]
- 1950: Das Mädchen aus der Südsee[1]
- 1952: Klettermaxe
- 1955: Wenn der Vater mit dem Sohne
- 1957: Zwei Bayern im Harem (als Darsteller)
- 1958: Der Schinderhannes
- 1960: Ohne Gewissen (TV)
- 1963: Die merkwürdigen Erlebnisse des Hansjürgen Weidlich (Fernsehserie, 1 Folge)
- 1968: Wegen Reichtum geschlossen

## Moderationen
- Hier stimmt was nicht (1960–1961)
- Eins vor – zwei zurück (1961)
- Gefährlich leben (1963–1964)
- Zirkus Dahl (1965)
- Alte Städte – neue Spiele (1968–1969)